# Каристові
Каристові (Caristiidae) — родина морських окунеподібних риб. Це напівглибоководні риби відкритого океану, що живуть у верхніх шарах товщі води. Ці риби зустрічаються досить рідко й представлені в іхтіологічних колекціях деякими екземплярами.

## Опис
Зовнішній вигляд представників родини дуже характерний. Вони мають стисле з боків високе тіло, «лобату» голову, довгі черевні плавці й дуже великий спинний плавець із подовженими середніми променями — цей плавець при ушкодженні перетинок між променями здобуває деяка подібність із кінською гривою.

## Спосіб життя
Судячи з форми тіла, каристи не належать до числа гарних плавців. Їхня біологія й навіть поширення вивчені погано; відомо тільки, що у раціон каристових входить риба, а самі вони зрідка попадають у меню тунців й інших хижаків відкритого океану.
Найбільші з упійманих дотепер каристів досягали 30 см довжини, хоча частіше ловляться їхні мальки, що трохи відрізняються від дорослих риб по пропорціях тіла.

## Поширення
Каристові зустрічаються у всіх океанах, але тільки в тепловодних районах. Один вид —  карист довгоперий(Caristius macropus) – розповсюджений, очевидно, тільки у субтропічних й помірковано теплих водах (він ловився у Північній Атлантиці й у водах Японії й Каліфорнії), інші не виходять за межі тропіків.

## Класифікація
У родині описано 11 сучасних видів у 4 родах:
- Caristius
- Neocaristius
- Paracaristius
- Platyberyx

Також відомий один викопний вид з міоцену Каліфорнії:
- Рід †Chalcidichthys David, 1943.
  - †Chalcidichthys malacapterygius David, 1943